# Исправник
Исправник је био начелник среске полиције у Руској Империји, потчињен губернатору.
Дужност исправника је била установљена 1775. године. До 1862. називао се капетан-исправник и налазио се на челу земског суда — колегијалног полицијског органа. Бирало га је мјесно племство на три године. Од 1862. исправник је руководио среском полицијском управом.